# Działanie określone punktowo
Działanie określone punktowo – działanie zdefiniowane na funkcjach {\displaystyle f,g,h,\dots \colon X\to Y} należących do tej samej przestrzeni funkcyjnej, takie że definicja podaje sposób obliczenia wyniku działania poprzez odwołanie się do wartości {\displaystyle f(x),g(x),h(x),\dots } funkcji obliczonych w punktach {\displaystyle x} dziedziny {\displaystyle X} tych funkcji. Przykładami działań określonych punktowo są działania dodawania funkcji, mnożenia funkcji przez siebie, mnożenie funkcji przez skalar (patrz niżej).
Działania określone punktowo na funkcjach {\displaystyle f,g,h,\dots } dziedziczą własności działania określonego w przeciwdziedzinie {\displaystyle Y} tych funkcji, np. łączność, przemienność, rozdzielność itp. W ogólności, jeśli przeciwdziedzina funkcji {\displaystyle f,g,h,\dots } tworzy pewną strukturę algebraiczną, to w ich przestrzeni funkcyjnej można wprowadzić strukturę algebraiczną tego samego typu.

## Przykłady: Działania określone punktowo
Działaniami określonymi punktowo są poniżej zdefiniowane działania.
Niech {\displaystyle f,g\colon X\to \mathbb {R} } będą funkcjami z dziedziny {\displaystyle X} w zbiór liczb rzeczywistych {\displaystyle \mathbb {R} } (w szczególności {\displaystyle X=\mathbb {R} ;} jeśli {\displaystyle X\subseteq \mathbb {N} ,} funkcje mogą być ciągami czy szeregami).
(1) Dodawanie funkcji: sumą funkcji {\displaystyle f,g} nazywa się funkcję {\displaystyle h} taką że dla wszystkich {\displaystyle x\in X} jest
{\displaystyle h(x)=f(x)+g(x).}
Wtedy pisze się {\displaystyle h=f+g.}
(2) Mnożenie funkcji: iloczynem funkcji {\displaystyle f,g} nazywa się funkcję {\displaystyle h} taką że dla wszystkich {\displaystyle x\in X} jest
{\displaystyle h(x)=f(x)\cdot g(x).}
Wtedy pisze się {\displaystyle h=f\cdot g.}
(3) Mnożenie funkcji przez skalar: iloczynem funkcji {\displaystyle f} przez liczbę {\displaystyle \alpha \in \mathbb {R} } nazywa się funkcję {\displaystyle h} taką że dla wszystkich {\displaystyle x\in X} jest
{\displaystyle h(x)=\alpha f(x).}
Wtedy pisze się {\displaystyle h=\alpha \cdot f.}

## Własności działań w przestrzeni funkcyjnej
Własności działań określonych punktowo przenoszą się na własności działań w przestrzeni funkcyjnej. Np. jeżeli dodawanie określone punktowo na funkcjach {\displaystyle f,g,h,\dots } jest przemienne w przeciwdziedzinie {\displaystyle Y,} to przemienne jest dodawanie tych funkcji, określone w ich przestrzeni funkcyjnej. Tzn.
(1) Dodawanie funkcji {\displaystyle f,g} jest przemienne ze względu na dodawane, jeżeli dla wszystkich {\displaystyle x\in X} jest
{\displaystyle f(x)+g(x)=g(x)+f(x).}
Wtedy pisze się {\displaystyle f+g=g+f.}
Podobnie stwierdzenia dotyczą innych działań określonych punktowo, np. mnożenia funkcji przez siebie, mnożenia funkcji przez skalar.
(2) Mnożenie funkcji {\displaystyle f,g} jest przemienne jeżeli dla wszystkich {\displaystyle x\in X} jest
{\displaystyle f(x)\cdot g(x)=g(x)\cdot f(x).}
Wtedy pisze się {\displaystyle f\cdot g=g\cdot f.}
(3) Mnożenie funkcji {\displaystyle f} przez liczbę {\displaystyle \alpha \in \mathbb {R} } jest przemienne, jeżeli dla wszystkich {\displaystyle x\in D} jest
{\displaystyle \alpha \,f(x)=f(x)\,\alpha .}
Wtedy pisze się {\displaystyle \alpha \cdot f=f\cdot \alpha }
Także, jeżeli działania określone punktowo są rozdzielne względem dodawania/łączne, to rozdzielne względem dodawania/łączne będą działania określone na tych funkcjach w przestrzeni funkcyjnej.

## Działania nie określone punktowo
Działania nie określone punktowo przypisują danym funkcjom {\displaystyle f,g} funkcję {\displaystyle h} w ten sposób, że wartości funkcji wynikowej {\displaystyle h(x)} zależą od wartości funkcji {\displaystyle f,g} zadanych w większej liczbie punktów.

### Przykład: Splot funkcji
Splot funkcji {\displaystyle f,g} określonych na zbiorze liczb rzeczywistych jest to funkcja {\displaystyle h=f*g,} taka że jej wartości {\displaystyle h(x)} oblicza się jako całkę z wartości funkcji {\displaystyle f,g} zadanych w całej dziedzinie liczb {\displaystyle \mathbb {R} }
{\displaystyle h(x)\,{\stackrel {\mathrm {def} }{=}}\ \int _{-\infty }^{\infty }f(t)g(x-t)\,dt}
– przy tym dziedziną działania splotu jest zbiór funkcji całkowalnych w sensie Lebesgue’a {\displaystyle \mathrm {L} ^{1}(\mathbb {R} ).}

## Działanie na wektorach określone po współrzędnych/po składowych

### Definicje współrzędnych i składowych
Niech {\displaystyle K} oznacza ciało liczbowe, {\displaystyle n} – liczba naturalna, {\displaystyle i\in \langle n\rangle =\{1,\dots ,n\}} – pewien indeks.
Przestrzenią współrzędnych {\displaystyle K^{n}} nazywa się przestrzeń liniową utworzoną za pomocą iloczynu kartezjańskiego przestrzeni {\displaystyle K.}
Jeżeli w przestrzeni {\displaystyle K^{n}} wprowadzi się bazę standardową {\displaystyle \{\mathbf {e} _{i},i=1,\dots ,n\},} to
- wektora {\displaystyle \mathbf {v} \in K^{n}} ma postać {\displaystyle \mathbf {v} =(v_{1},\dots ,v_{n}),} przy czym {\displaystyle v_{i}} nazywa się jego {\displaystyle i}-tą współrzędną w tej bazie,
- wektor {\displaystyle \mathbf {v} _{i}=v_{i}\mathbf {e} _{i},} gdzie nazywa się {\displaystyle i}-tą składową wektora {\displaystyle \mathbf {v} .}

### Działanie określone po współrzędnych/po składowych
Działania na wektorach można definiować dwoma sposobami: odwołując się do współrzędnych lub odwołując się do składowych wektorów. Np. dodawanie wektorów {\displaystyle \mathbf {u} =\mathbf {v} +\mathbf {w} }
(1) określone po współrzędnych jest wyrażone wzorem
{\displaystyle u_{i}=v_{i}+w_{i},\,\,i=1,\dots ,n,}
czyli
{\displaystyle (u_{1},\dots ,u_{n})=(v_{1}+w_{1},\dots ,v_{n}+w_{n}),}
(2) określone po składowych jest wyrażone wzorem
{\displaystyle \mathbf {u} _{i}=\mathbf {v} _{i}+\mathbf {w} _{i},\,\,i=1,\dots ,n,}
czyli
{\displaystyle \mathbf {u} _{1}+\dots +\mathbf {u} _{n}=(\mathbf {v} _{1}+\mathbf {w} _{1})+\dots +(\mathbf {v} _{n}+\mathbf {w} _{n}).}

### Funkcje współrzędnych/rzutowań
(1) Przekształcenie {\displaystyle v\colon \langle n\rangle \to K} dane wzorem {\displaystyle v(i)=v_{i}} nazywa się funkcją współrzędnych; {\displaystyle v_{i}} nazywa się współrzędną wektora.
(2) Przekształcenie {\displaystyle \mathbf {v} \colon \langle n\rangle \to K^{n}} dane wzorem {\displaystyle \mathbf {v} (i)=\mathbf {v} _{i}} nazywa się funkcją rzutowań; {\displaystyle \mathbf {v} _{i}} nazywa się rzutem wektora.
Istnieje wzajemnie jednoznaczna odpowiedniość między składowymi wektora a jego współrzędnymi zadana wzorem
{\displaystyle \mathbf {v} (i)=v(i)\mathbf {e} _{i}}
W ten sposób dodawanie wektorów można zapisać za pomocą funkcji współrzędnych/rzutowań:
{\displaystyle u(i)=v(i)+w(i)\quad {\text{ oraz }}\quad \mathbf {u} (i)=\mathbf {v} (i)+\mathbf {w} (i)}
Oznacza to, że działania dodawania określone po współrzędnych/składowych dla wektorów są równoważne działaniom dodawania na odpowiadających im funkcjach współrzędnych/rzutowań określonym punktowo – z tego powodu wyrażenia „po współrzędnych” i „po składowych” stosowane są zwykle wymiennie (również z wyrażeniem „punktowo”). Analogicznie ma się rzecz z działaniem mnożenia przez skalar.
Działania określone jak wyżej nazywa się też „określonymi standardowo/naturalnie” bądź „w naturalny/standardowy sposób” („standardowymi” bądź „naturalnymi”), wynika to z zastosowania bazy standardowej, nazywanej także naturalną – można ją zastąpić inną bazą, otrzymując działania określone po współrzędnych/składowych względem tej bazy, także dla dowolnej abstrakcyjnej przestrzeni liniowej {\displaystyle V} nad ciałem {\displaystyle K.}
Powyższe stwierdzenia obowiązują również dla {\displaystyle K=R} będącego pierścieniem, gdy {\displaystyle R^{n}} jest modułem, czy ogólnie dla skończenie generowanego modułu wolnego {\displaystyle M} nad pierścieniem {\displaystyle R.} Analogicznie określa się działania na iloczynie kartezjańskim dowolnych struktur algebraicznych, co prowadzi do pojęcia iloczynu prostego (w przypadku skończenie wielu czynników jest on równoważny sumie prostej o skończenie wielu składnikach).

## Relacja określona punktowo
Częstą praktyką w teorii porządku jest definiowanie określonego punktowo porządku częściowego na funkcjach. Dla (częściowo) uporządkowanych zbiorów {\displaystyle A,B} zbiór funkcji {\displaystyle A\to B} można uporządkować relacją {\displaystyle f\leqslant g} określoną dla każdego {\displaystyle x\in A} wzorem {\displaystyle f(x)\leqslant g(x).} Porządki częściowe określone punktowo dziedziczą niektóre z własności zbiorów uporządkowanych, na których zostały zdefiniowane; przykładowo jeżeli {\displaystyle A,B} są kratami ciągłymi, to zbiór funkcji {\displaystyle A\to B} również jest kratą tego typu. Porządek określony punktowo umożliwia zwięzłe wprowadzenie innych ważnych pojęć, np.
- operator domknięcia {\displaystyle \mathrm {c} } na zbiorze uporządkowanym {\displaystyle P} to operator rzutu (tzn. monotoniczne idempotentne odwzorowanie tego zbioru w siebie) o dodatkowej własności {\displaystyle \mathrm {id} _{A}\leqslant \mathrm {c} ;}
- podobnie operator rzutu {\displaystyle \mathrm {k} } nazywa się operatorem jądra (bądź wnętrza), gdy {\displaystyle \mathrm {k} \leqslant \mathrm {id} _{A};}

symbol {\displaystyle \mathrm {id} _{A}} oznacza wyżej funkcję tożsamościową na {\displaystyle A.}
Przykładem nieskończonej relacji określonej punktowo jest zbieżność punktowa funkcji: ciąg {\displaystyle (f_{n}),} gdzie {\displaystyle f_{n}\colon X\to Y,} zbiega punktowo do funkcji {\displaystyle f} (ozn. {\displaystyle \lim f_{n}=f}), jeżeli dla każdego {\displaystyle x\in X} zachodzi
{\displaystyle \lim f_{n}(x)=f(x).}